# 美聲歌后：瑪麗亞
《美聲歌后：瑪麗亞》（英語：Maria）是2024年上映的传记心理剧情片，讲述歌剧演唱家瑪麗亞·卡拉絲的晚年岁月。电影由帕布罗·拉拉因执导，史蒂芬·奈特编剧，安吉丽娜·朱莉、薇拉莉·葛琳諾和哈鲁克·比尔根纳尔领衔主演。本片是拉腊因“杰出女性三部曲”的最后一部，前两部是介绍美国第一夫人杰奎琳·肯尼迪的《第一夫人的秘密》，以及介绍威尔士王妃戴安娜的《史賓賽》。
影片于2024年8月29日在第81屆威尼斯影展全球首映，入选主竞赛单元，角逐金獅獎。

## 梗概
故事发生在1970年代，讲述歌剧演唱家瑪麗亞·卡拉絲在巴黎的晚年岁月。

## 演员
- 安吉丽娜·朱莉 饰 瑪麗亞·卡拉絲
  - 阿吉丽娜·帕帕佐普卢（Aggelina Papadopoulou）饰 少女瑪麗亞·卡拉絲
- 薇拉莉·葛琳諾 饰 亚金蒂·卡拉斯（Yakinthi  Callas）
- 哈鲁克·比尔根纳尔（英语：Haluk Bilginer） 饰 亚里士多德·奥纳西斯
- 艾芭·羅爾瓦雀 饰 布魯娜（Bruna）
- 皮耶法蘭西斯柯·法維諾 饰 費魯喬（Ferruccio）
- 寇帝·史密-麥菲 饰 曼德拉克斯（Mandrax）
- 亚历山德罗·布雷萨内洛（義大利語：Alessandro Bressanello） 饰 乔瓦尼·巴蒂斯塔·梅内吉尼（義大利語：Giovanni Battista Meneghini）

## 制片
2023年5月，消息指帕布罗·拉拉因签约担任本片导演，史蒂芬·奈特负责编剧。2022年10月，安吉丽娜·朱莉加盟剧组，饰演主角瑪麗亞·卡拉絲。
2023年10月，电影于布达佩斯开机，此后在巴黎、希腊和米蘭取景，部分素材在斯卡拉大劇院拍摄。在此之前，布景师盖·亨德里克斯·戴亚斯与导演拉拉因设计视觉概念，将1940年代至1970年代的风格与超现实的音乐场景结合起来。电影制片人表示，朱莉在片中的戏服不包括新设计的皮草，而是根据卡拉斯亲手制作的演出服进行改造。服装设计师马西莫·坎蒂尼·帕里尼的私藏复古皮草在片中出现，这部分事前有和善待动物组织等动物权利组织咨询。
为了准备角色，安吉丽娜·朱莉花了七个月时间学歌剧。